# Metagonia candela
Metagonia candela là một loài nhện trong họ Pholcidae. Loài này được phát hiện ở México.